# Arve Isdal
Arve Isdal, född 28 augusti 1977 i Bergen, Norge, även känd som Ice Dale, är en norsk musiker, låtskrivare och producent.
Isdal är gitarrist i det progressiva black metal/viking metal-bandet Enslaved. Han är väldigt aktiv i den norska metal-miljön, som medlem av flera band och som studiomusiker. Efter Tom Cato Visnes lämnade rockbandet Audrey Horne, spelade Isdal basgitarr på bandets andra album, Le Fol och fortsatte sedan att spela med bandet. Han är också medlem av death metal/black metal-bandet Trinacria, som inkluderar medlemmar av Enslaved och noise-bandet Fe-Mail; och ett nybildat projekt med Immortal-gitarristen Harald Nævdal. Han har också varit studiomusiker för Ov Hell och lånat sin röst till en karaktär i tv-serien Metalocalypse i episoden "Dethmas". Som "Ice Dale" var han medlem av rockbandet Bourbon Flame.

## Diskografi (urval)
Studioalbum med Enslaved
- Below the Lights (2003)
- Isa (2004)
- Ruun (2006)
- Vertebrae (2008)
- Axioma Ethica Odini (2010)
- RIITIIR (2012)
- In Times (2015)

Studioalbum med Audrey Horne
- No hay banda (2005, som "Arve Squanky")
- Le Fol (2007)
- Audrey Horne (2010)
- Youngblood (2013)
- Pure Heavy (2014)
- Blackout (2018)

Studioalbum med Malignant Eternal
- Alarm (1999)

Studioalbum med I
- Between Two Worlds (2006)

Studioalbum med Trinacria
- Travel Now Journey Infinitely (2008)

Studioalbum med Demonaz
- March of the Norse (2011)